# Всі кажуть, я тебе кохаю
Всі кажуть, я тебе кохаю — музична комедія 1996 року режисера Вуді Алена.

## Сюжет
Музична романтична комедія, знята Вуді Аленом у дусі класичних американських мюзиклів. Чарівною особливістю фільму, що вносить у нього пристойну частку гумору, є те, що ніхто з його зіркового складу не співає..

## У ролях
| Актор             | Роль                   |
| ----------------- | ---------------------- |
| Наташа Лайонн     | Джуна «Ді-джей» Берлін |
| Алан Алда         | Боб Дандрідж           |
| Вуді Аллен        | Джо Берлін             |
| Дрю Беррімор      | Скайлар Дандрідж       |
| Лукас Хаас        | Скотт Дандрідж         |
| Голді Гоун        | Стеффі Дандрідж        |
| Габі Гофманн      | Лейн Дандрідж          |
| Едвард Нортон     | Голден Спенс           |
| Наталі Портман    | Лора Дандрідж          |
| Джулія Робертс    | Вон Сайделл            |
| Тім Рот           | Чарльз Феррі           |
| Девід Огден Стірс | Арнольд Спенс          |
| Біллі Крудап      | Кен Ріслі              |
| Роберт Неппер     | Грег                   |
| Іцхак Перлман     | у ролі самого себе     |